# Слобідська сільська рада (Коломийський район)
| Слобідська сільська рада — орган місцевого самоврядування у Коломийському районі Івано-Франківської області з адміністративним центром у с. Слобода. Історична дата утворення: в 1940 році. Водоймища на території, підпорядкованій даній раді: річка Сопівка. Сільській раді підпорядковані населені пункти: - с. Слобода |

## Склад ради
Рада складається з 16 депутатів та голови.

### Керівний склад ради
| ПІБ                         | Основні відомості                                                 | Дата обрання | Дата звільнення |
| --------------------------- | ----------------------------------------------------------------- | ------------ | --------------- |
| Кузенко Василь Дмитрович    | Сільський голова, 1971 року народження, освіта                    | 26.03.2006   | 09.07.2008      |
| Недільський Ігор Васильович | Сільський голова, 1979 року народження, освіта, безпартійний      | 30.11.2008   | 31.10.2010      |
| Боянчук Роман Михайлович    | Сільський голова, 1971 року народження, освіта вища, безпартійний | 31.10.2010   |                 |

Примітка: таблиця складена за даними джерела